# I Don't Wanna Be With You
「I Don't Wanna Be With You」（アイ・ドント・ワナ・ビー・ウィズ・ユー）は、日本のバンドZAZEN BOYSの通算3枚目のシングルである。2007年12月5日発売。発売元はMATSURI STUDIO。
2016年4月16日に12inchアナログ盤が発売された。

## 概要
- 新ベーシストとして吉田一郎を迎えて初となるシングル。
- アナログ盤には、NABE & SADA (Original long version)が収録されている。

## 収録曲
1. I Don't Wanna Be With You(6:21)
作詞・作曲：MUKAI SHUTOKU
2. DARUMA(5:16)
作詞・作曲：MUKAI SHUTOKU
3. NABE & SADA(3:46)
作詞・作曲：MUKAI SHUTOKU
4. The City Dreaming(7:06)
作詞・作曲：MUKAI SHUTOKU